# عثمان حاج لعزيب
عثمان حاج لعزيب (مواليد 10 مايو 1983، حجوط) هو عداء حواجز جزائري. في 2010، تنافس في بطولة إفريقيا لألعاب القوى 2010 في نيروبي وفاز بالميدالية الذهبية في سباق 110 أمتار حواجز بزمن قدره 13.77 ثانية.
في 2011، حقق أفضل أرقام له، وهي 13.46 ثانية في سباق 110 أمتار حواجز، و7.72 ثانية في سباق 60 متر حواجز.

## المسيرة
في 9 يوليو 2010، حقق أفضل وقت له وهو 13.51 ثانية في بوتروب، والذي تحسن إلى 13.46 ثانية في مانهايم في 13 أغسطس 2011. في 2011، فاز بالميدالية الذهبية في الألعاب الأفريقية في مابوتو. في 27 يونيو 2013، فاز بالميدالية البرونزية في ألعاب البحر الأبيض المتوسط في مرسين.

## إحصائيات
| سنة           | مسابقة                                      | مكان                                  | موضع            | حدث           | ملحوظات       |
| تمثيل الجزائر | تمثيل الجزائر                               | تمثيل الجزائر                         | تمثيل الجزائر   | تمثيل الجزائر | تمثيل الجزائر |
| ------------- | ------------------------------------------- | ------------------------------------- | --------------- | ------------- | ------------- |
| 2005          | ألعاب القوى في ألعاب التضامن الإسلامي 2005  | مكة المكرمة، المملكة العربية السعودية | الخامس عشر      | 110 م حواجز   | 14.75         |
| 2006          | بطولة إفريقيا لألعاب القوى 2006             | بامبوس (موريشيوس)                     | الرابع          | 110 متر حواجز | 14.11         |
| 2007          | الألعاب الأفريقية                           | الجزائر (مدينة)                       | السادس          | 110 متر حواجز | 14.04         |
| 2007          | ألعاب القوى في دورة الألعاب العربية 2007    | القاهرة، مصر                          | الأول           | 110 متر حواجز | 14.03         |
| 2008          | بطولة إفريقيا لألعاب القوى 2008             | أديس أبابا، إثيوبيا                   | -               | 110 متر حواجز |               |
| 2009          | الألعاب المتوسطية                           | بسكارا، إيطاليا                       | الرابع          | 110 متر حواجز | 13.91         |
| 2010          | بطولة إفريقيا لألعاب القوى 2010             | نيروبي، كينيا                         | الأول           | 110 متر حواجز | 13.77         |
| 2011          | بطولة العالم لألعاب القوى 2011              | دايغو، كوريا الجنوبية                 | الحادي والعشرون | 110 متر حواجز | 13.63         |
| 2011          | الألعاب الإفريقية                           | مابوتو، موزمبيق                       | الأول           | 110 متر حواجز | 13.48         |
| 2011          | ألعاب القوى في دورة الألعاب العربية 2011    | الدوحة، قطر                           | الثاني          | 110 متر حواجز | 13.74         |
| 2012          | بطولة العالم لألعاب القوى داخل الصالات 2012 | إسطنبول، تركيا                        | -               | حواجز 60 مترًا |               |
| 2012          | بطولة إفريقيا لألعاب القوى 2012             | بورتو نوفو، بنين                      | الخامس          | 110 متر حواجز | 13.94         |
| 2013          | الألعاب المتوسطية                           | مرسين، تركيا                          | الثالث          | 110 م حواجز   | 13.61         |
| 2013          | بطولة العالم لألعاب القوى 2013              | موسكو، روسيا                          | الثلاثون        | 110 متر حواجز | 14.51         |
| 2014          | بطولة إفريقيا لألعاب القوى 2014             | مراكش، المغرب                         | السادس          | 110 متر حواجز | 14.27         |